# Gabriel Resources
Gabriel Resources Ltd. este o companie minieră canadiană.

## Istoric
Compania a fost înființată în 1995 de către omul de afaceri de origine română Frank Timiș și apoi listată la Bursa din Toronto.

## Acționariat
Acționarii majoritari ai companiei sunt Paulson & Co., Inc. (16%), Electrum Global Holdings (16%), BSG Capital (16%), Newmont Mining Corporation (13%) și The Baupost Group LLC (13%), restul acțiunilor fiind tranzacționate pe bursă.